# 安全タクシー (愛知県)
安全タクシー株式会社（あんぜんタクシー）は、愛知県半田市山崎町に本社を置く日本のタクシー事業者。一般タクシー営業のほか、観光タクシー運行、業務委託運行、コミュニティバス運行受託なども行っており、半田市から「半田市公共交通バス」2路線（地区路線B）を運行受託している。
タクシーの営業区域は知多交通圏（知多半島全域）。

## 本社・営業所
- 本社：愛知県半田市山崎町25番地（JR武豊線半田駅東口）[1][2]
- 東海営業所：愛知県東海市大田町下浜田71番1号（名鉄太田川駅西口、国道247号沿い）[2]
  - 旧称「東海知多営業所」

### 過去に存在した営業所
- 常滑営業所：愛知県常滑市鯉江本町4番5号
- 武豊営業所：愛知県知多郡武豊町55-169-9

## コミュニティバス
半田市からコミュニティバスの運行を受託している。
- 半田市公共交通バス 地区路線B（4路線）
  - 岩滑小線「ごん吉くんバス」[6]
  - 成岩東部線「ならワゴン」[6] - 2021年9月1日運行開始、岩滑小線「ごん吉くんバス」に続く運行受託となる[7]。
  - 瑞穂線「さくらバス」 - 2021年9月1日、成岩東部線「ならワゴン」と同時に運行開始。
  - 知多半島総合医療センター線 - 2025年4月1日運行開始。

詳細は「半田市公共交通バス」を参照

## 観光タクシー
- セントレア観光タクシー[5]
- 知多四国巡り[5][8]

## 車両
一般的なセダンタクシー（中型タクシー）は、白と青のツートンカラーの社色のほか、黒色のセミハイヤー車両も保有し、社名表示灯（行灯）を外して使用することもできる。
そのほか、トヨタ・ジャパンタクシー、ジャンボタクシーとしてトヨタ・ハイエースも保有する。
半田市公共交通バス（地区路線B）でもトヨタ・ハイエースを使用し、同社が保有する銀色のハイエースにコミュニティバスであることを示すステッカーを貼付して運行する。